# 観念学

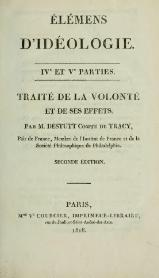
Destutt de Tracy 『Élémens d’idéologie, quatrième et cinquième parties』(トラシー『観念学原論』(全4巻)

観念学（idéologie, イデオロジー）は、フランスで18世紀後半から19世紀前半にかけて主導的だった哲学思潮を指す。ジョン・ロックのイギリス経験論の流れを汲むフランスの哲学者エティエンヌ・ボノ・ドゥ・コンディヤックの分析論と理想言語論(記号論)はフランス自然科学（化学、生物学、生理学など）の分野で応用され大きな成果をあげた。人間の観念[idée、イデ](思惟・感覚・意思など)領域に対してものコンディヤックの思想、方法論を適用することで人間を学的に理解することをもって人間の幸福実現をめざしたフランス革命前後の思想・哲学潮流が「観念学(イデオロジー）」である。
「観念学(イデオロジー)」という言葉は、1798年にデステュット・ド・トラシーが提唱し自ら1801年より「観念学原論」の刊行を始めたことによって定着していった。
唯物論と対立する意味での「観念論」や、日本では主に「主義」として捉えられているドイツ語由来の「イデオロギー」と混同されやすいが別である。

## 概要

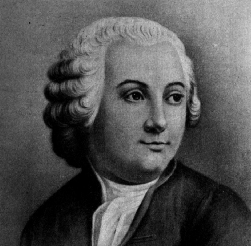
Étienne Bonnot de Condillac(1714-1780)

コンディヤック（1714年 - 1780年）の哲学、中でも分析理論（方法論）と言語（数学を理想言語とする記号言語論）は、下の世代の自然科学・医学者（ラグランジュ（1736年 - 1813年）、ラヴォワジェ（1743年 - 1794年）、ラマルク（1744年 - 1829年）、ラプラス（1749年 - 1827年）、ピネル（1745年 - 1826年）、アンペール（1775年 - 1836年）、ビシャ（1771年 - 1803年）など）に著しい影響を与え、彼らの業績を導いたといっても過言ではない。
コンディヤックの「分析」とは、要素還元的な「分解」とその「再構成」によって現象や対象を理解するというものである。

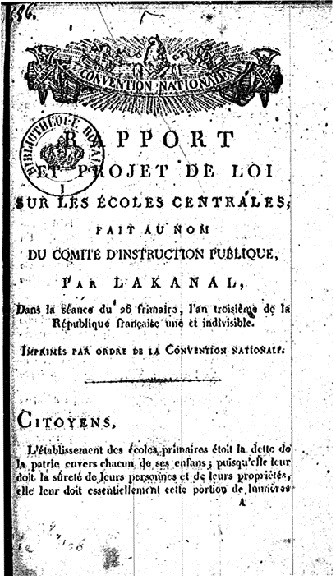
ジョセフ・ラカナル 引用元文書(1794)

化学・生物学・医学で成果をあげているコンディヤックの分析的方法を、他の学問(政治学や経済学など）にも適用する機運が生まれていく。
「分野は違っても、対象が異なるだけで、観念は同じように形成されるのだから、分析は、あらゆる種類の観念に対して、同じように簡明な言語と明晰さをもたらすができる。」   －ジョゼフ・ラカナル
このような期待のもと、『観念学』はこの時代の主導的思想としての広がっていく。同時代のスタンダールが自著『恋愛論』で「私はこのエッセイをイデオロジーの書とよんだ。」と書くほどフランスの知的階級に観念学は浸透していった。
それはイデオロジスト(idéologiste)たちと政治的に敵対したナポレオンが彼らを<空論ばかりいう奴ら>と侮蔑的ニュアンスを込めて「イデオローグ(idéologues)」と呼び捨てるほど世間的にも認知されていた。
哲学史的には、観念学派から出発しやがてフランス・スピリチュアリスムの源流となる思索（ビラニスム）へと展開していったメーヌ・ド・ビランに一定の照明があてられるものの、先行者としての観念学派とその後継者たちは、19世紀のドイツ語圏思想（フォイエルバッハ、カール・マルクス、ジークムント・フロイト、フリードリヒ・ニーチェなど）の陰に隠れた形でフランス本国も含め注目されていなかったが、ミシェル・フーコーが観念学派のビシャ、デステュット、観念学それ自体も『言葉と物』で取り上げたことで観念学への関心・見直しの機運が惹起され、1990年代には観念学派を含む18世紀フランス哲学の復刊が始まり、再評価、再検討が行われている。

## 観念学派
コンディヤックの還元論的な要素分解とそ再構成による「分析」と記号言語論が、18世紀後半-19世紀初頭のフランス自然科学（ラヴォワジェ化学の元素記号はコンディヤックの理想言語論の実践であった）にもたらした成果に刺激を受けた観念学派の探求は、
- 「生理学的観察」にもとづいて生物としての「人間」の感覚や思惟といった「諸能力」を記述しようとする「生理学的観念学」
- 「意識の観察」にもとづいて思索しようとする「合理主義的観念学」

のふたつに大別できる。村松正隆は「生理学的イデオロジー」の代表として医学者でもあるカバニスを、「合理主義的イデオロジー」の代表として観念学の名付け親でもあるデステュット・ド・トラシーを挙げている。

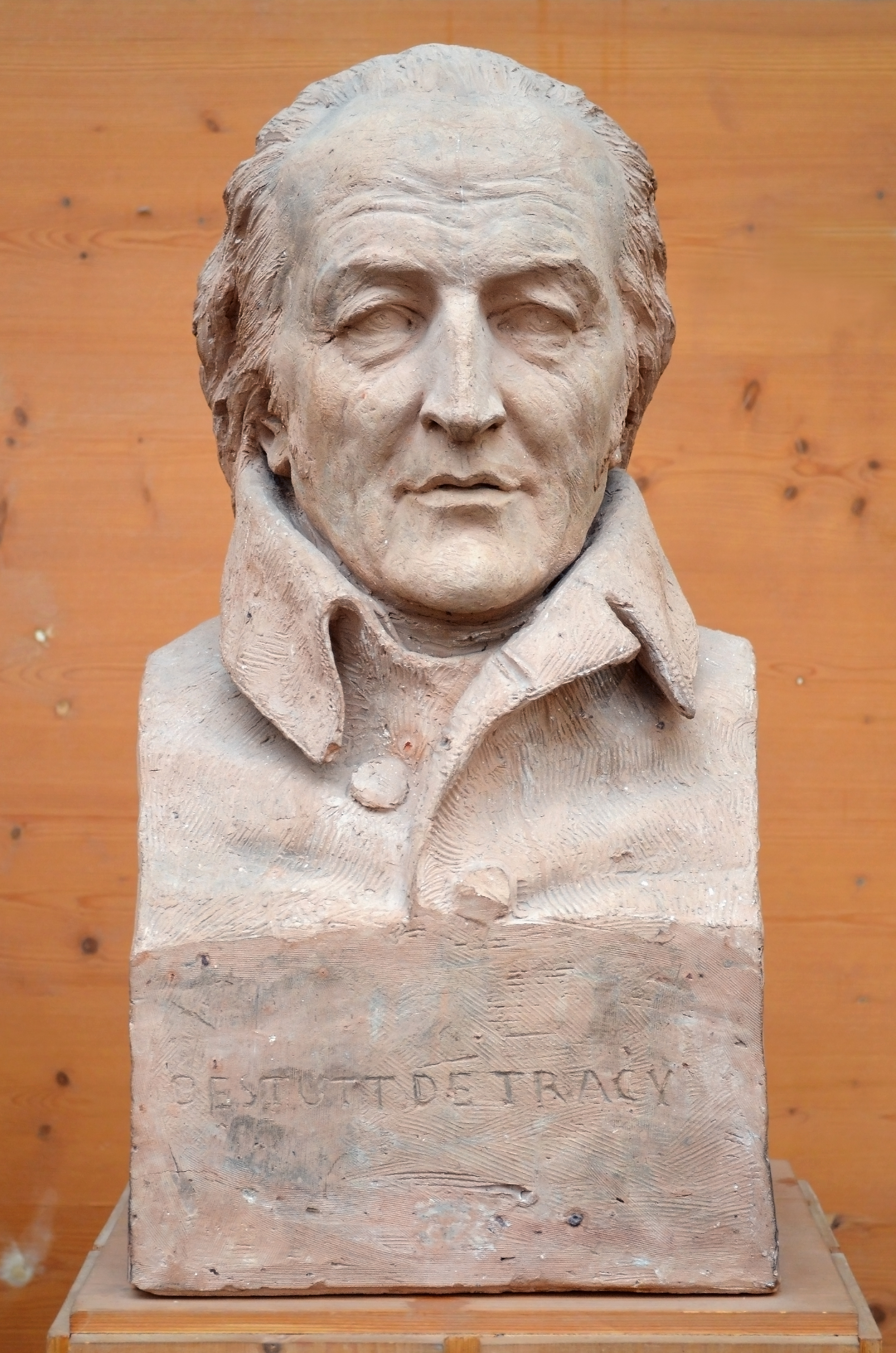
トラシーの胸像
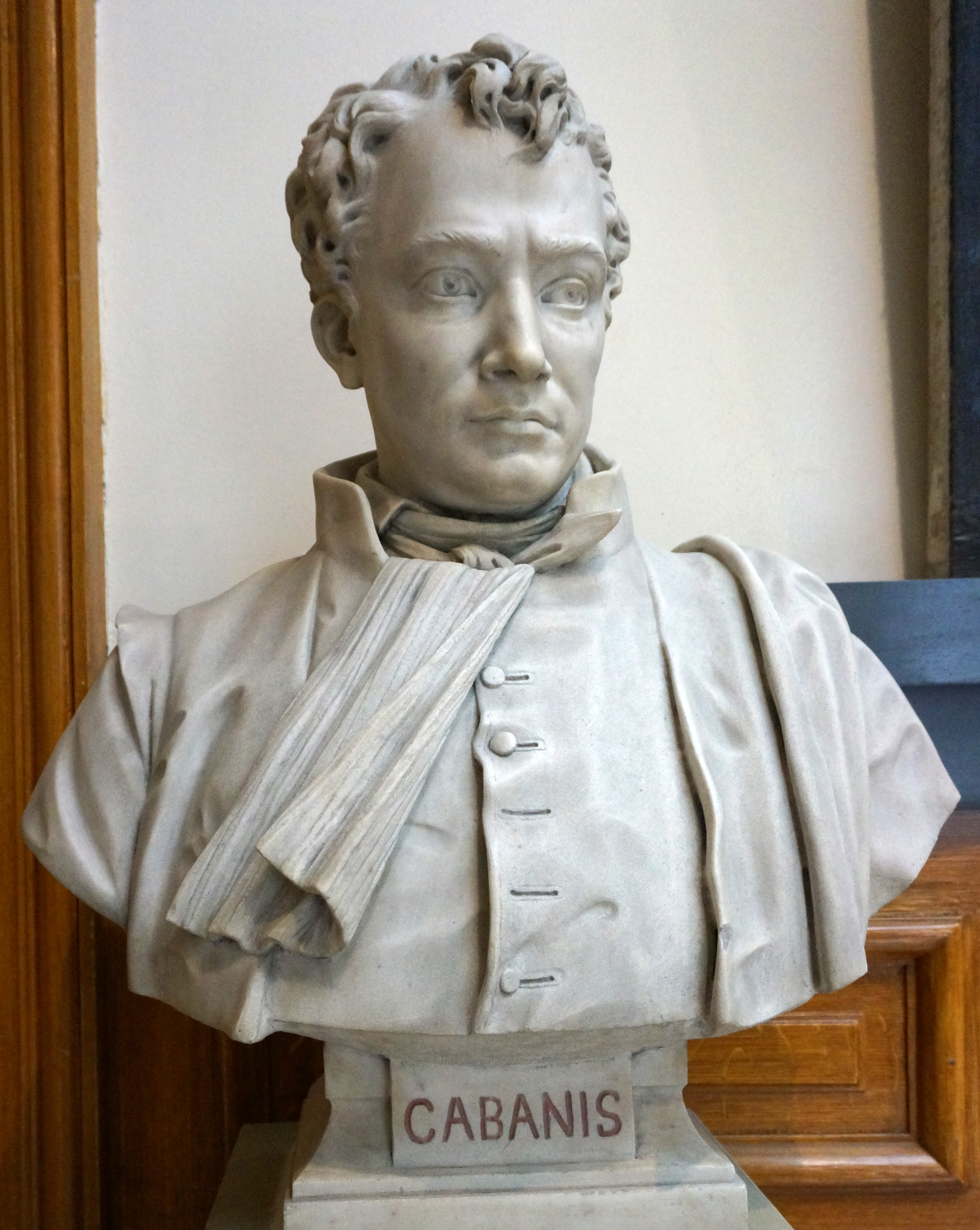
カバニスの胸像